# Antiga presó d'Ares del Maestrat
L'antiga Presó d'Ares del Maestrat, a la comarca de l'Alt Maestrat, és un edifici datat al segle xiii, catalogat com Bé Immoble de Rellevància Local, amb la categoria de Monument d'interès local, amb codiː 12.02.014-019, derivant-se la seva catalogació per estar inclòs en l'expedient de declaració del Conjunt de la vila d'Ares del Maestrat, com Bé d'Interès Cultural i de complementació de la declaració de Bé d'Interès Cultural Castell d'Ares del Maestrat.
Per accedir a ella cal entrar des de l'edifici de l'Ajuntament, el qual presenta façana a la plaça Major, amb un arc de mig punt, façana que era part de l'antiga muralla que envoltava Ares.